# Бузина
Бузина́ (Sambucus) — рід квіткових рослин родини пижмівкових (Adoxaceae), раніше рід включали до родини жимолостевих (Caprifoliaceae). Налічує близько двадцяти п'яти видів. Ареал роду включає помірні та субтропічні пояси Північної півкулі, а також Австралію.

## Етимологія

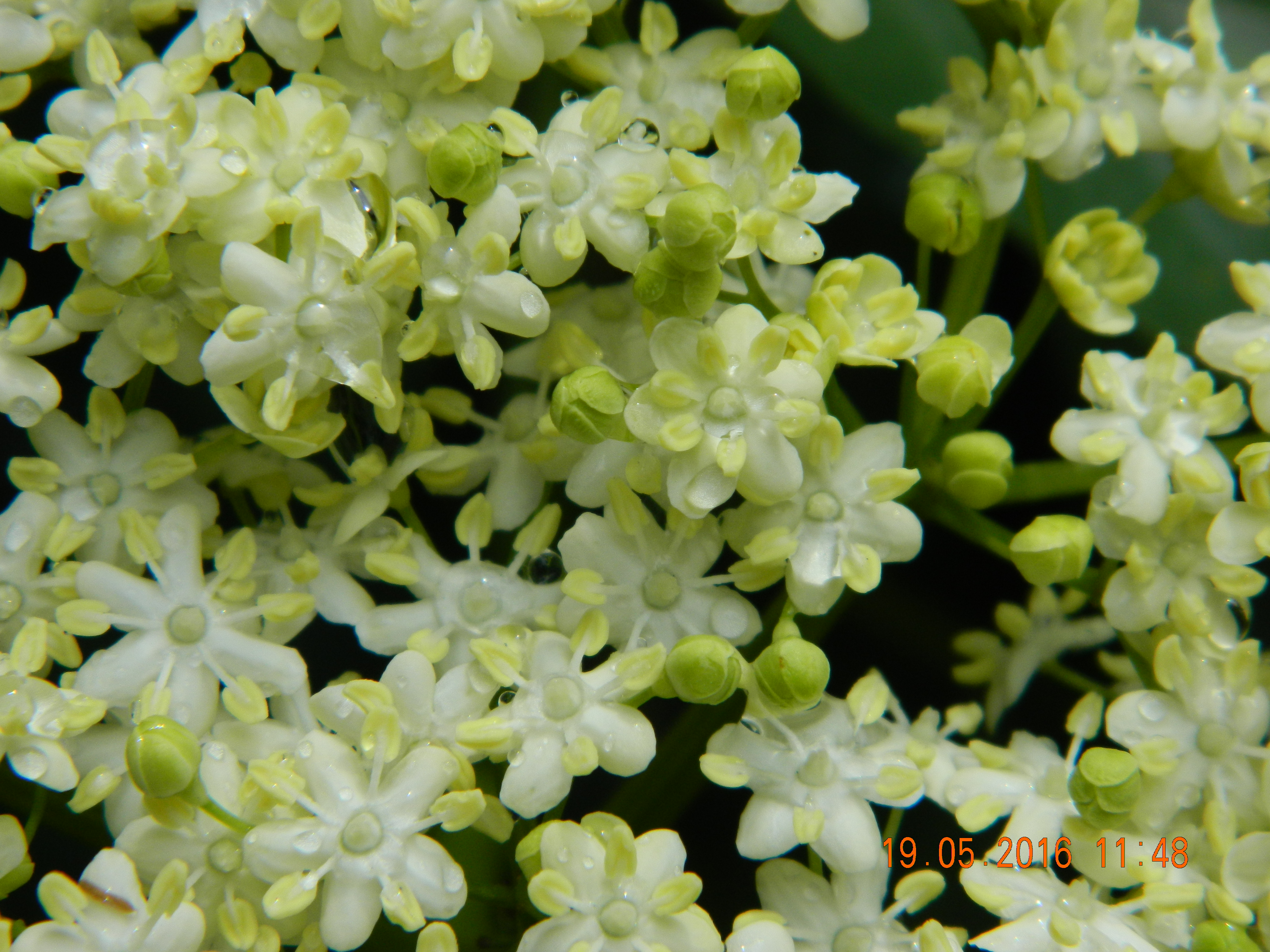
Квіти бузини

Українське слово «бузина» («боз») походить від прасл. *bъzъ < *buzъ (від нього також походить слово «бузок»). Аналогічно звучать назви цієї рослини в інших слов'янських мовах: біл. бузіна, рос. бузина, боз, чеськ. і пол. bez, словац. baza, болг. бъз, серб. базга/bazga, хорв. bazga, словен. bezeg. Слово *bъzъ/*buzъ, за найпоширенішою версією, походить від праіндоєвропейської назви бука — *bʰeh₂ǵos. Причиною перенесення його назви на бузину та бузок вважають відсутність бука на слов'янській прабатьківщині, але чому його назва була перенесена на такі несхожі на нього рослини, неясне. Інша версія пов'язує праслов'янське *bъzъ/*buzъ з коренем *bъz- («бриніти») — через те, що стебла цих рослин уживалися для вироблення дудок та сопілок.
Латинська назва бузини sambucus утворена від слова sambūca — назви стародавнього струнного музичного інструмента азійського походження. Воно запозичене з грецької мови (σαμβύκη), де, у свою чергу, походить від арамейського ܣܐܒܒܥܚܐ, «саббеха». Іноді (рідко) в українській мові вживається латинська назва самбу́к.

## Біологічний опис
Рослини цього роду — кущі або дерева, рідше — багаторічні трави (бузина трав'яниста).

## Класифікація
| Відділ Квіткові                                                          | Відділ Квіткові                | Відділ Квіткові                                |
| ------------------------------------------------------------------------ | ------------------------------ | ---------------------------------------------- |
| Порядок Ворсяноквіткові                                                  | Порядок Ворсяноквіткові        | ще 44 порядки квіткових рослин (APG III, 2009) |
| Родина Адоксові                                                          |                                | ще 44 порядки квіткових рослин (APG III, 2009) |
| Рід Бузина                                                               | Роди Адокса, Калина, Синадокса | ще 44 порядки квіткових рослин (APG III, 2009) |
| бузина червона, бузина трав'яна, бузина чорна та ще більш двадцяти видів | Роди Адокса, Калина, Синадокса | ще 44 порядки квіткових рослин (APG III, 2009) |

## Види
- Sambucus adnata Бузина трав'яниста азійська (східна Азія, Гімалаї)
- Sambucus australasica — Бузина австролазійська або «жовта бузина» (Нова Гвінея, східна Австралія)
- Sambucus australis — Бузина південна (Південна Америка)
- Sambucus callicarpa
- Sambucus canadensis — Бузина канадська (схід Північної Америки)
- Sambucus cerulea або Sambucus mexicana — Бузина мексиканська (захід Північної Америки, пустеля Сонора)
- Sambucus chinensis — Бузина китайська (гірські райони Східної Азії)
- Sambucus ebulus L. — Бузина трав'яна (Центральна та Південна Європа, північно-західна Африка та Південно-західна Азія)
- Sambucus gaudichaudiana (Південно-східна Австралія)
- Sambucus javanica — Бузина яванська (Південно-Східна Азія)
- Sambucus lanceolata — Бузина мадейрська (Мадейра)
- Sambucus latipinna — Бузина широколисточкова (Корея, південно-східний Сибір)
- Sambucus melanocarpa
- Sambucus microbotrys (гірські райони Південного Заходу Північної Америки)
- Sambucus neomexicana
- Sambucus nigra L. — Бузина чорна
- Sambucus palmensis — Бузина канарська (Канарські острови)
- Sambucus peruviana — Бузина перуанська (північ Південної Америки)
- Sambucus racemosa L. — Бузина червона. Підвиди:
  - Sambucus racemosa subsp. kamtschatica — Бузина червона камчатська
  - Sambucus racemosa var. pubens (Michx.) Koehne — Бузина червона пухната (схід Північної Америки)
  - Sambucus racemosa subsp. sibirica (Nakai) H.Hara — Бузина червона сибірська (Північна Азія, Східна Європа)
  - Sambucus racemosa subsp. sieboldiana (Miq.) H.Hara — Бузина червона Зібольда (Сахалін, Курили, Японія)
- Sambucus simpsonii — Бузина флоридська (Південний схід США)
- Sambucus tigranii (гірські райони північно-західної Азії)
- Sambucus velutina — Бузина оксамитова (Південний Захід Північної Америки, гірські райони штату Аризона)
- Sambucus williamsii або Sambucus manshurica — Бузина Вілльямса або Бузина манчжурська, кит. 接骨木 дзе ґу му (північно-східна Азія)